# Theon Greyjoy
Theon Greyjoy és un personatge fictici de la saga literària Cançó de gel i de foc de l'escriptor George R. R. Martin. La importància del seu personatge evoluciona al llarg de la saga, comptant amb capítols propis als llibres Xoc de reis i Dansa amb dracs. En Theon és representat com el fill del sever Balon Greyjoy, Senyor de Pyke i autoproclamat Rei de les Illes de Ferro.
A l'adaptació televisiva d'HBO Game of Thrones és interpretat per l'actor anglès Alfie Allen.

## Concepció i disseny
En Theon Greyjoy apareix com el fill d'en Balon Greyjoy, Senyor de Pyke, essent criat a Hivèrnia com a pupil de l'Eddard Stark. En Theon fou criat com un més dels seus fills i desenvolupà una relació d'amistat-rivalitat amb en Robb Stark, el fill gran de Lord Eddard. En Theon buscà tota la seva vida l'aprovació dels Stark, però sempre fou conscient que mai no seria un d'ells. Després de tornar a casa seva, s'adona que el seu sever i fred pare no només no està content amb la seva arribada sinó que també el considera feble, per la qual cosa en Theon farà el que pugui per guanyar-se el seu respecte. La vida d'en Theon serà una constant recerca de la seva llar i de l'aprovació dels altres.
Després de ser segrestat, torturar i mutilat per en Ramsay Neu, el canvi de personalitat d'en Theon serà acord al del seu físic, adoptant el nom de Pudent com a mostra que el Theon d'abans ja no és el mateix.

## Història

### Joc de trons
En Theon roman a Hivèrnia quan l'Eddard Stark se'n va a Port Reial i ajuda en Robb Stark a governar la fortalesa. En Theon salva en Bran Stark de l'atac d'un grup de salvatges i desertors de la Guàrdia de la Nit.
En esclatar la Guerra dels Cinc Reis, en Theon part amb els homes del nord al sud i es converteix en company d'armes d'en Robb Stark, combatent a les batalles dels Campaments i del Bosc Xiuxiuejant.

### Xoc de reis
En Robb vol forjar una aliança amb la Casa Greyjoy, de manera que envia en Theon de tornada a les Illes del Ferro perquè parli amb el seu pare i el convenci d'aliar-se amb els Stark. En Theon arriba a Pyke, però descobreix que el seu pare el menysprea i el considera feble. Lord Balon no només no vol aliar-se amb els Stark sinó que reclama el Nord per dret de conquesta: envia la seva filla Asha Greyjoy a conquerir Boscpregon i a en Theon al comandament d'una minúscula flota a atacar la Costa Pedregosa. Per impressionar el seu pare, en Theon decideix prendre Hivèrnia.
En Theon ataca el bastió de la Ciutadella de Torrhen sabent que els Stark enviaran reforços per repel·lir l'agressió. Aprofitant que Hivèrnia està sense guarnició, en Theon la pren amb uns pocs homes, captura en Bran i en Rickon Stark i s'autoproclama Príncep d'Hivèrnia. En Theon té problemes per controlar la població del bastió i en un determinat moment, en Bran i en Rickon n'escapen. Seguint el consell d'un servent anomenat Pudent, en Theon ordena matar dos nois que fa passar pels nens Stark.
L'Asha arriba a Hivèrnia però es nega a proporcionar-li homes per defensar el bastió i el commina a abandonar la fortalesa dient que no podrà defensar-la quan arribin els homes del nord. En Pudent té un pla: avisar la guarnició de Fort del Terror (bastió de la Casa Bolton) perquè vinguin en ajuda seva, a la qual cosa en Theon accedeix. Però quan els homes Stark arriben a Hivèrnia, els Bolton acaben amb ells. En Theon fa passar en Pudent per donar-los les gràcies però ell revela llavors la seva identitat: és en Ramsay Neu, el fill bastard d'en Roose Bolton, ordena matar els Homes del Ferro, cremar Hivèrnia i arrestar en Theon.

### Dansa amb dracs
A la resta del continent, tothom creu que en Theon, l'hereter de Pyke, ha mort. Però aleshores es descobreix que en Theon ha estat pres sota la custòdia d'en Ramsay Neu, qui l'ha mutilat: li ha arrencat les dents, alguns dits i s'insinua que l'ha castrat. En Ramsay li dona el malnom de Pudent, nom que en Theon fa seu. En Ramsay també l'humilia fent-lo dormir amb les seves gosses i prohibint-li de banyar-se, a més el colpeja quan no fa bé el que se li ordena. A causa d'aquestes tortures, l'aparença d'en Theon ha canviat dràsticament: ha perdut molt de pes, els seus cabells s'han tornat blancs i aparenta tenir el doble de l'edat que té.
En Theon roman captiu a Fort del Terror i desenvolupa una síndrome d'Estocolm respecte d'en Ramsay. Ell li ordena partir cap a Fossat Cailin per convèncer els Homes del Ferro que la custodien perquè es rendeixin. De nou com en Theon Greyjoy, aconsegueix que es lliurin, només per ser torturats i eliminats per en Ramsay. Finalment torner a Hivèrnia per assistir al matrimoni entre en Ramsay (que ha estat legitimat pel Tron de Ferro com fill d'en Roose Bolton amb l'Arya Stark, qui en realitat és la Jeyne Poole). En Ramsay humilia la seva nova dona i en fa partícip en Theon.
Quan diversos homes dels Bolton apareixen morts, en Theon és marcat com un dels sospitosos, tot i que ràpidament descartat a causa del seu estat físic. Convençut per la Jeyne Poole, en Theon escapa d'Hivèrnia amb ella, però són capturats pels homes de l'Stannis Baratheon. Ell havia acudit al Nord i àdhuc havia capturat la germana d'en Theon, l'Asha.